# Скуратово
Скура́тово (рос. Скуратово) — село у складі Вадінського району Пензенської області, Росія.
Населення — 67 осіб (2010; 100 у 2002).
Національний склад станом на 2002 рік:
- росіяни — 100 %